# Антипремия Рунета
Антипремия Рунета — российская независимая антипремия за альтернативные достижения в области Рунета — как за позитивные, так и за сомнительные, — «в противовес» Премии Рунета. Антипремия Рунета вручалась как интернет-проектам, так и частным персонам, по каким-либо причинам обойденным официальными конкурсами, наградами и премиями. Антипремии Рунета проводилась по частной инициативе участников Ежедвижения Алексея Бородкина, Александры Вяль и Анны Логиновской. Основатель Антипремии Рунета — Андрей Шипилов.
Антипремия Рунета является победителем конкурса РОТОР 2012 в номинации «Мероприятие года». Антипремия Рунета победила в первом же туре конкурса, выиграв гран-при.

## Концепция
Как подчеркивают организаторы, основная задача Антипремии Рунета — обозначить самые важные события и проекты Рунета, по тем или иным причинам обойденные официальными премиями и конкурсами. При этом отмечались как позитивные, так и негативные достижения.
Антипремия Рунета принципиально не ставила себя в противовес существующим премиям и конкурсам, а наоборот, дополняла их, предлагая альтернативный взгляд на Рунет.
Символ Антипремии — кактус с закрепленными на нём буквами UЯ, своеобразное зеркальное отражение статуэтки — символа Премии Рунета. «Зеркальность» символа Антипремии Рунета подчеркивает дополняющую, альтернативную натуру Антипремии, выступающей в роли другой стороны медали, недостающей части целого.
Антипремия Рунета принципиально ставила себя вне политики и каких бы то ни было корпоративных интересов.

## Структура управления Антипремией
Антипремия Рунета на момент 2011 года управлялась тройным органом.
1. Оргкомитет — управление организационной частью Антипремии.
2. Экспертный совет — отбор номинантов (по 10 в каждой номинации) из числа всех выдвинутых на Антипремию проектов и ресурсов.
3. Жюри — отбор победителей из числа тех претендентов на Антипремию, которых отбирал экспертный совет.

По каждой из номинаций проводилось Народное Голосование, где каждый интернет-пользователь мог проголосовать за своего кандидата. Победители Народного голосования объявлялись на церемонии вручения Антипремии Рунета вместе с основными победителями.

## Спонсоры
Организатор «Антипремии» Александра Вяль в своем интервью 2014 года называет спонсором Антипремии возрожденной Рунета компанию Direct.Advert.

## Антипремия Рунета 2007

### История
Учредителем Антипремии Рунета 2007 выступил Андрей Шипилов, а ядром её оргкомитета стали Андрей Шипилов, Алексей Бородкин, Максим Макаренков и Михаил Хокервельд.
Ключевым событием при подготовке Антипремии Рунета 2007 стала публикация организаторами Антипремии Рунета открытого письма в адрес РОЦИТ — организатора Премии Рунета 2007 — с предложением о сотрудничестве. В письме говорилось:
«Мы предлагаем обменяться. Мы вам — интригу, жизненность, признание масс и зрелищность, а вы нам — эфир центрального российского телеканала. Разумеется, мы не требуем, чтобы вы отдали Антипремии все эфирное время. Но если в процессе награждения своих номинантов вы предоставите Антипремии возможность наградить и своих, то от этого выиграют все. Вы привлечете дополнительный интерес аудитории к вашей церемонии и сделаете её куда как более интересной. Мы получим дополнительную возможность реализовать свои благородные цели (которые, кстати, совпадают с вашими). Зрители же получат такое зрелище, какого ещё никогда в жизни не видели».
Ответ РОЦИТ был опубликован на сайте Премии Рунета 2007. Марк Твердынин, первый заместитель председателя оргкомитета Премии Рунета 2007, в частности, сказал:
«Сначала мы были категорически против того, чтобы на Церемонии вручения „Премии Рунета“ одну сцену с нашими лауреатами выходили лауреаты „Антипремии“, так как мы не понимали, какие проекты они представляют, и за какие заслуги мы с коллегами из Оргкомитета „Антипремии Рунета“ будем их награждать. Но, проанализировав номинантов „Антипремии“, мы признали, что каждый из них тоже достиг определенных высот в своей нише. В результате был придуман уникальный формат объединения лауреатов и антилауреатов. Очень надеюсь, что придуманное нами решение придется по вкусу как самим анти-лауреатам, так и интернетчикам — гостям Церемонии и онлайн-зрителям».
Таким образом, идея организаторов Антипремии Рунета 2007 нашла своё воплощение — вручение Антипремии Рунета 2007 и Премии Рунета 2007 происходило на одной сцене в рамках одного мероприятия.

### Церемония вручения
Церемония вручения Антипремии Рунета 2007 прошла в Театрально-культурном центре имени Вс. Мейерхольда на одной сцене с Премией Рунета 2007. Поскольку в 2007 году Рунету официально исполнялось 13 лет, церемония вручения была превращена в сценическое шоу «Рунету 13 лет». На сцене велась борьба «мейнстрима» и «нового поколения», и олицетворением этого стало как противостояние ведущих (Игоря Лычева и Михаила Гребенщикова), так и противостояние номинаций — номинации «Антипремии Рунета 2007» дублировали номинации Премии Рунета 2007, но вручались за альтернативные достижения.
Онлайн-трансляция церемонии вручения проходила на портале RuTube.ru. Телевизионную съемку церемонии вручения осуществлял генеральный информационный партнёр Премии Рунета — телеканал «ТВ Центр».
Победителям Антипремии Рунета 2007 вручались точные копии статуэток Премии Рунета, выполненные из шоколада.

### Победители
| Государство и общество           | Билл Гейтс               | за «героическое противостояние антимонопольным органам всех государств мира»                  |
| Культура и массовые коммуникации | Udaff.com                | за «приближение русского языка к массам»                                                      |
| Наука и образование              | BankReferatov.ru         | за «приближение образования к массам»                                                         |
| Экономика и бизнес               | Артемий Лебедев          | за проект «ПОКА, NOKIA»                                                                       |
| Здоровье и отдых                 | Мамба                    | за «активное содействие государственной программе увеличения рождаемости в России»            |
| Технологии и инновации           | Ксения Собчак            | за «банерный имидж, переплюнувший крутые рекламные технологии: такой Собчак вы ещё не видели» |
| Рунет за пределами RU            | Домен .SU                | за «то, что, несмотря ни на что, он всё ещё»                                                  |
| Прорыв года                      | Оргкомитет Премии Рунета | «за создание условий для создания "Антипремии Рунета»                                         |

## Антипремия Рунета 2008

### История
В 2008 году подготовка Антипремии Рунета 2008 оказалась нарушена грянувшим экономическим кризисом, в результате чего проект был заморожен на неопределённое время.

## Антипремия Рунета 2011

### История
В 2011 году член оргкомитета Антипремии Рунета 2008 Алексей Бородкин обратился к основателю Антипремии Рунета Андрею Шипилову с инициативой возрождения мероприятия. В результате Шипилов предоставил Алексею Бородкину полномочия на управление проектом, и в короткие сроки была собран новый оргкомитет, куда вошли Алексей Бородкин, Александра Вяль и Макс Рисов. Подготовка к Антипремии Рунета 2011 пошла полным ходом.
Основная концепция проекта — выявление ярких альтернативных событий Рунета — в 2011 году осталась той же, но изменился подход к номинантам: если в 2007—2008 годах оргкомитет Антипремии Рунета единолично принимал решение о награждении номинантов, то в 2011 году оргкомитет передал право выбора номинантов двум новым органам — Экспертному совету и Совету жюри, куда вошли авторитетные эксперты в области Рунета. Оргкомитет же сосредоточился на управлении Антипремией Рунета, принципиально не влияя на выбор Экспертного совета и Совета Жюри.
Кроме того, по каждой из номинаций проводилось Народное Голосование, в котором мог принять участие каждый пользователь Рунета.
В 2011 году Антипремии Рунета появился официальный лозунг: «Другого Рунета у нас нет».
В ходе подготовки к организаторам Антипремии Рунета обратились представители РАЭК — организатора Премии Рунета 2011, выступив с предложением о совместном проведении мероприятия. В ходе переговоров было решено проводить мероприятия совместно, но на разных площадках — так, чтобы гости Премии Рунета 2011 могли после завершения церемонии быстро добраться до церемонии вручения Антипремии Рунета.
Этот замысел был полностью выполнен.

### Церемония вручения
Вручение Антипремии Рунета проходило в клубе ArteFAQ, расположенном в 200 метрах от ККЗ «Пушкинский» — месте вручения Премии Рунета. Время проведения мероприятия было спланировано таким образом, чтобы гости после церемонии вручения Премии Рунета могли успеть на Антипремию Рунета. Пригласительные билеты на Антипремию распространялись как адресно, так и среди посетителей Премии Рунета. Часть билетов была выделена для конференции «Поисковая оптимизация и продвижение сайтов в интернете», организатором которой выступает компания «Ашманов и партнёры».
Церемонию вручения посетило около 230 человек, среди которых были звёзды Рунета, руководители интернет-проектов, представители интернет-андерграунда, а также пресса. Гостям мероприятия предоставлялись бесплатные алкоголь и еда.
Ведущим церемонии стал известный блогер Руслан Паушу, он же Гоблин Гага, которому помогали двойники Филиппа Киркорова, Аллы Пугачёвой, Билла Клинтона, Тины Тёрнер и Владимира Путина.
Победителям Антипремии Рунета 2011 вручались специальные награды в виде символа Антипремии Рунета, выполненного в технике линографии. Кроме того, победители Антипремии Рунета получили дипломы и шуточные награды от компании Direct/ADVERT — стратегического партнёра мероприятия.
На мероприятии проводилась видеосъёмка (силами агентства Ридус), проводилась онлайн-трансляция (силами компании FirmBook).

### Номинации
В 2011 году в Антипремии Рунета были предусмотрены следующие номинации:
- Именем Российской Федерации. Премия за проекты, дополняющие и/или исправляющие недостатки официальных государственных сервисов. Премия даётся за положительные достижения.
- Андерграунд Рунета. Яркие авторские и творческие проекты, имеющие собственный курс, не совпадающий с мейнстримом. Премия дается за положительные достижения.
- Наука без образования. Премия за сомнительные заслуги в научно-образовательной области.
- Рубляж года. Премия за заслуги в экономической сфере (в финансовых показателях). Премия дается за положительные достижения.
- Здоровье или отдых. Премия за заслуги в области здравоохранения и сфере развлечений. Премия дается за положительные достижения.
- Премия Елисея Овального. Премия за сомнительные заслуги в области государственной деятельности, касающейся Рунета. Премия названа в честь вымышленного купца Елисея Овального (пародия на Алексея Навального) — «известного подпольного оппозиционера XIX века, сыгравшего важную роль в формировании крестьянской реформы Александра II»[13].
- Киллер-фича Рунета. Премия за заслуги в области стартапов. Премия дается за положительные достижения.
- Потеха года. Премия за заслуги в области юмора. Премия может даваться как за положительные, так и за сомнительные достижения.
- Безопасный Рулет. Премия за заслуги в области интернет-безопасности. Премия может даваться как за положительные, так и за сомнительные достижения.
- Не торт Рунета. Премия за сервис, который сейчас стал не тем, чем был раньше. Премия дается за сомнительные достижения.
- Засуженный деятель. Спецноминация компании Direct/ADVERT — стратегического партнёра мероприятия. Премия дается одному из кандидатов других номинаций, не набравшему несколько голосов для попадания в финальную тройку победителей[2][14].

### Победители
| Именем Российской Федерации                      | - Rutracker.org - Zakupki.gov.ru - Yandex.ru Народное голосование: E-kontur.ru          |
| Андерграунд Рунета                               | - Lurkmore.ru - Dirty.ru - Leprosorium.ru Народное голосование: Lurkmore.ru             |
| Наука без образования                            | - Vpetrik.com - Fursenko.net - Habrahabr.ru Народное голосование: Otvety.mail.ru        |
| Рубляж года                                      | - Gdebesplatno.ru - Gmail.com - Zakupki.gov.ru Народное голосование: Sergey-mavrodi.com |
| Здоровье или отдых                               | - Pohmelje.ru - Teatr-live.ru - En.cx Народное голосование: Alimero.ru                  |
| Премия Елисея Овального                          | - Zakupki.gov.ru - President.ru - Nic.ru Народное голосование: Gosuslugi.ru             |
| Киллер-фича Рунета                               | - Habrahabr.ru - Inviter.ru - Wordsteps.com Народное голосование: Habrahabr.ru          |
| Потеха года                                      | - Bash.org.ru - Lurkmore.ru - Demotivation.me Народное голосование: Bash.org.ru         |
| Безопасный Рулет                                 | - Yandex.ru - Lukatsky.blogspot.com - Skydns.ru Народное голосование: Megafon.ru        |
| Не торт Рунета                                   | - Rambler.ru - Begun.ru - Livejournal.com Народное голосование: Livejournal.com         |
| Засуженный деятель — спецноминация Direct/ADVERT | - Rosyama.ru                                                                            |

## Антипремия Рунета 2012

### История
В 2012 году концепция Антипремии Рунета принципиально не изменилась по сравнению с предыдущим годом, равно как и не поменялся её оргкомитет. С организационной точки зрения, однако, наступили перемены: церемония вручения Антипремии Рунета 2012 проводилась раздельно от Премии Рунета 2012 — через неделю после её вручения, хотя некоторая связь между ними сохранилась: так, на сайте Премии Рунета был размещен анонс Антипремии Рунета.
Генеральным партнёром мероприятия, как и в 2011 году, выступила компания Direct/ADVERT.

### Церемония вручения
Церемония вручения Антипремии Рунета 2012 состоялась в баре BOTTLEBAR.RU, расположенном в центре Москвы. Церемония была стилизована под светскую вечеринку 1920-х годов и обладала всеми соответствующими атрибутами: гостей встречали девушки модельной внешности, одетые в костюмы кроликов, которые выдавали цилиндры, бабочки и боа, на мероприятии работали столы с рулеткой и блек-джеком, где игра велась на специально приготовленные «фальшивые» доллары. По традиции, всем гостям мероприятия предлагалось бесплатное угощение — алкоголь и еда.
Вход на мероприятие осуществлялся по спискам, и мероприятие посетило около 280 человек, среди которых были представители топ-менеджмента IT-компаний и интернет-агентств, владельцы интернет-проектов и IT-специалисты, журналисты и блогеры. В числе прочих на мероприятие явился Сергей Паук, который получил награду в одной из номинаций. На мероприятии проводилась видеосъёмка.
В 2012 году ведущей церемонии вручения стала актриса Мия Зарринг, которая вручала победителям Антипремии 2012 почетные награды — стилизованные бюсты в римском стиле, снабжённые иглами и выкрашенные в зелёный цвет, тем самым отсылающие к главному символу Антипремии Рунета — кактусу. Автором бюстов выступил молодой московский скульптор Денис Ржаницын.
Триумфатором Антипремии Рунета 2012 стал Луркмор, завоевавший пять наград: одну от экспертного совета и четыре — по результатам народного голосования.
Церемонию вручения завершило выступление танцоров Pole dance и концерт группы Live Version.

### Номинации
Антипремия Рунета 2012 вручалась по следующим номинациям:
- Андерграунд Рунета. Вручалась за выдающиеся достижения в неформальном Рунете.
- Наука без образования. Посвящена сомнительным научным достижениям в Рунете.
- Збс. Вручалась выдающимся интернет-СМИ.
- Да ладно?. Посвящена амбициозным, но провальным стартапам, которые так и не сумели взлететь
- Здоровье или отдых. Выдавалась за достижения в области досуга, здоровья и (не)правильного образа жизни.
- Премия Елисея Овального. Вручалась за интернет-достижения на политическом поприще.
- Ну ладно. Вручалась стартапам, которые оказались успешны и продемонстрировали хорошие показатели.
- Потеха года. Вручалась за достижения в области интернет-юмора.
- BDSMM. Выдавалась за достижения в области SMM.
- Не торт Рунета. Выдавалась за сомнительные достижения тех ресурсов, которые не те, что были прежде.
- Засуженный деятель. Спецноминация компании Direct/ADVERT — стратегического партнёра мероприятия. Премия предназначалась для одного из кандидатов других номинаций, не набравшему несколько голосов для попадания в финальную тройку победителей.

### Победители
| Андерграунд Рунета                               | - lurkmore.to («Правдиво и с юмором») - bash.org.ru («цитаты от и для школоты») - leprosorium.ru («За постоянный вклад в андерграунд!») Народное голосование: lurkmore.to («Правдиво и с юмором») |
| Наука без образования                            | - demotivation.me («поучения в картинкахъ без обучения») - skolkovotech.ru («Распил госденег на научные утопии.») - meteopathy.ru («Несет справедливость во имя луны. Календарь битв и астрологические прогнозы прилагаются. Представлены расчеты самых удачных дней для выхода из сумрака.») Народное голосование: lurkmore.to («За информацию о марихуане (за это и забанили)»)                                                                                      |
| Збс                                              | - fognews.ru («Самая красивая “липа” интернета.») - obeschania.ru («Оперативно отслеживает информацию о выполнении публичными персонами данных ими обещаний. редакция приветлива и всегда отвечает на письма») - hopesandfears.com («хороший портал») Народное голосование: lurkmore.to (заслужили «Всем!») |
| Да ладно?                                        | - futubra.com («Громко появился, успешно помер.») - Ostrovok.ru («за постоянные фейлы со статистикой») - ogorod.ru/welcome («Социальная сеть класса “Лакшери”. Покрыться фейспалмами можно.») Народное голосование: free-lance.ru («за идиотские нововведения и жадность генерального директора», «Запрет контактов, варварская монетизация») |
| Здоровье или отдых                               | - cheaptrip.ru («отбирают отличные и дешевые трипы во все точки мира. ездила от них много раз - всегда все круто. сайт удобный, хотя и очень простой. и ноги забавные, сразу на море хочется») - vk.com (заслужили «всем хорошим.») - worldoftanks.ru («Ну не отлипнуть же! Классно сделано.») Народное голосование: pornolab.net («За поддержание здорового тонуса.»)                                                                                                 |
| Премия Елисея Овального                          | - tvrain.ru (заслужил «ангажированностью») - navalny.ru («Постарел Навальный, потерял пыл») - rospil.info («Организатор сайта, по сути является роспильщиком») Народное голосование: rospil.info («Организатор сайта, по сути является роспильщиком») |
| Ну ладно                                         | - nginx.org («легенда») - gettaxi.ru («успех!!») - anywayanyday.ru («Хороший интерфейс, успешный проект. Удобно.») Народное голосование: avito.ru («$75 млн. инвестиций») |
| Потеха года                                      | - bash.im («Довольно забавно») - carambatv.ru/category/100500 («Смешные») - zapret-info.gov.ru («И как они будут это соблюдать? потеха одна») Народное голосование: lurkmore.to («Смищной чуть более, чем наполовину») |
| BDSMM                                            | - tinkoff.ru («За троллинг пользователей, снобизм и идиотизм.») - aeroflot.ru («глумиться над авиакатастрофами плохо, даже если ты стюардесса») - sberbank.ru («Задал 2 тренда: - суперфакапить в соцмедиа - это модно - если ты SMM-щик и плоско пошутил над кем-нибудь в SM крупного бренда - ты крут») Народное голосование: lenta.ru («За отжыги в соцсетях») |
| Не торт Рунета                                   | - free-lance.ru («Этот сайт, будучи ведущей биржей удаленной работы России, всего за полтора дня растерял уважение и любовь огромной аудитории своих пользователей. Подробности: http://habrahabr.ru/post/153085/») - livejournal.com («Чем дальше, тем хуже. Пациент скорее жив, чем мертв.») - molotok.ru («Не торт. Сдулись.») Народное голосование: mail.ru («Почти обогнал яндекс по количеству добровольно-незамеченных попыток распространять свои веб-службы») |
| Засуженный деятель — спецноминация Direct/ADVERT | - korroziametalla.livejournal.com («За политическую анекдотическую активность, например, и вливание в политическую жизнь чада угара и кутежа») |

## Антипремия Рунета 2014
В 2014 году Антипремия Рунета продолжила развивать генеральную идею — наградить сайты, незаслуженно обойдённые вниманием официальных премий, но при этом пользующиеся популярностью среди обычных пользователей Интернета. На этот раз, в связи с кризисом, официальных спонсоров Антипремии не было, вся команда работала бесплатно, только за счёт собственного энтузиазма. При этом практически полностью сменилась команда Антипремии Рунета. С прошлых лет в оргкомитете осталась только Александра Вяль, к которой присоединилась интернет-маркетолог Анна Логиновская. Расширился круг задействованных в разработке сайта и подготовке к голосованию. Всего в Антипремии Рунета 2014 было задействовано 7 человек: помимо Александры Вяль и Анны Логиновской, также Станислав Барышев (верстальщик), Кира Мирзаева (веб-дизайнер), Татьяна Никитина (иллюстратор), Лилия Сапоговская (программист). Седьмым членом коллектива организаторы назвали всех тех, кто в разные годы помогал делать Антипремию — от Андрея Шипилова, Алексея Бородкина и Макса Рисова до многочисленных помощников в 2011, 2012 и 2014 годах.

### Церемония вручения
Церемония вручения Антипремии Рунета 2014 состоялась 15 декабря, где и в 2011 году, — в московском клубе АртеFAQ. На этот раз церемония была не была привязана к датам и месту проведения Премии Рунета. Основным лейтмотивом мероприятия стал грядущий апокалипсис, а, точнее, ироничное отношение к концу света, который бесконечно пророчат в СМИ и интернете. Визуально конец света был отображён в виде падающих с неба жаб, изображённых на сайте Антипремии. Эти же жабы, авторства художника Татьяны Никитиной, украшали дипломы, вручённые победителям Антипремии. Ведущими церемонии вручения стали ведущие радиостанции «Эхо Москвы» Александр Плющев и Татьяна Фельгенгауэр. Посетили церемонию вручения около 300 человек — представители номинированных сайтов, руководители интернет-проектов, IT-журналисты. Оргкомитет Антипремии организовал бесплатный бар для всех гостей церемонии. После церемонии вручения на сцене клуба выступила группа «Рол Бэнд», музыканты которой работают в интернет-сфере.

### Номинации
В 2014 году Антипремия насчитывала 10 номинаций:
- Котёнок по имени .GOV. Выдаётся наиболее ярким государственным интернет-проектам или инициативам государственных органов в Рунете.
- Андеграунд Рунета. Выдаётся проектам и персонам, причастным к неформальному Рунету, о котором в приличном обществе принято умалчивать.
- Потеха года. Выдаётся за интернет-достижения в области шутки юмора или настоящего смеха.
- Не СМИшно. Выдаётся журналистам и средствам массовой информации за особо яркие достижения в Рунете.
- Мама, я опять качал во сне. Выдаётся за лучшее решение в области сохранения авторских прав или же, напротив, за самое беспринципное распространение авторского контента без копирайтов.
- Бомбануло! Выдаётся стартапам, которые особо ярко проявили себя на Рунетном небосклоне.
- Пешком под десктоп. Выдаётся проектам, которые создавались для людей до 18 лет.
- BDSMM и другие позы PR. Выдаётся за достижения в области SMM и интернет-PR.
- Здоровье или отдых. Выдаётся ярким проектам, связанным с досугом, отдыхом и весёлым образом жизни.
- Не торт Рунета. Выдаётся проектам, которые миновали зенит своей славы и уже не те, что были прежде.

### Победители
Список лауреатов Антипремии Рунета 2014 года:
| Котёнок по имени .GOV      | - KermlinRussia - Госуслуги - Роскомнадзор. Единый реестр Народное голосование: KermlinRussia             |
| Андерграунд Рунета         | - Артемий Лебедев - KermlinRussia - РосКомСвобода Народное голосование: Луркоморье                        |
| Потеха года                | - Сочи 2014 - Задолба!ли - AdMe Народное голосование: Загнивающий Запад                                   |
| Не СМИшно                  | - Александр Плющев - Roem.ru - Медиаметрикс Народное голосование: Телеканал “Дождь”                       |
| Мама, я опять качал во сне | - RuTracker.org - ВКонтакте - Яндекс.Музыка Народное голосование: ВКонтакте                               |
| Бомбануло!                 | - Рокетбанк - Meduza - Облако Mail.Ru Народное голосование: Meduza                                        |
| Пешком под десктоп         | - Игры малышам.рф - Мультмама - Прекрасные науки Народное голосование: Средняя школа №15 ст. Родниковская |
| BDSMM и другие позы PR     | - Марина Рожкова - Рейтинг Теглайн - Marketing People Народное голосование: Лентач                        |
| Здоровье или отдых         | - Яндекс.Навигатор - Похмелье.рф - Tripster Народное голосование: Вокруг Лондона за 40 шагов              |
| Не торт Рунета             | - LiveJournal - Башорг - Робокасса Народное голосование: Lenta.ru                                         |

## Антипремия Рунета 2016

### Номинации
В 2016 году Антипремия насчитывала 10 номинаций:
- Здоровье или отдых. Выдаётся ярким проектам, связанным с досугом, отдыхом и весёлым образом жизни.
- BDSMM и другие позы PR. Выдаётся за достижения в области SMM и интернет-PR.
- Не СМИшно. Выдаётся журналистам и средствам массовой информации за особо яркие достижения в Рунете.
- Котёнок по имени .GOV. Выдаётся наиболее ярким государственным интернет-проектам или инициативам государственных органов в Рунете.
- Пешком под десктоп. Выдаётся проектам, которые создавались для людей до 18 лет.
- Хорошо приложили! Выдаётся ярким, полезным, удобным приложениям, которые решают задачу пользователя или поражают новизной идеи.
- Андеграунд Рунета. Выдаётся проектам и персонам, причастным к неформальному Рунету, о котором в приличном обществе принято умалчивать.
- Бомбануло! Выдаётся стартапам, которые особо ярко проявили себя на Рунетном небосклоне.
- Потеха года. Выдаётся за интернет-достижения в области шутки юмора или настоящего смеха.
- Не торт Рунета. Выдаётся проектам, которые миновали зенит своей славы и уже не те, что были прежде.

### Победители
Список лауреатов Антипремии Рунета 2016 года:
| Здоровье или отдых     | - Нетюленьи путешествия - seasonvar - TheQuestion Здоровье Народное голосование: PornHub |
| BDSMM и другие позы PR | - dirty.ru - press-feed.com - Лентач Народное голосование: Лентач                        |
| Не СМИшно              | - Медиаметрикс - L!FE - Роем.ру Народное голосование: Лентач                             |
| Котёнок по имени .GOV  | - Роскомнадзор - Пакет Яровой - Росмолодёжь Народное голосование: Роскомнадзор           |
| Пешком под десктоп     | - Неделя кода - ЯКласс - АртекТур Народное голосование: Интеллектуальная увлечённость    |
| Хорошо приложили!      | - Prisma - UMER - Флибуста Народное голосование: Adguard                                 |
| Андеграунд Рунета      | - Лурк - Web Closet - RuBlackList Народное голосование: Двач                             |
| Бомбануло!             | - Медиаметрикс - Главред - 1917. Свободная история Народное голосование: Ирина Горбачёва |
| Потеха года            | - Задолба!ли - ЖК Ненастье - Почта России Народное голосование: Почта России             |
| Не торт Рунета         | - Живой Журнал - Твиттер - Пикабу Народное голосование: Двач                             |